# Microtropesa intermedia
Microtropesa intermedia là một loài ruồi trong họ Tachinidae.